# Палаузов Микола Христофорович
Мико́ла Христофо́рович Палау́зов (болг. Николай Христофорович Палаузов; нар. 9 травня 1819, Габрово, Османська імперія — пом. 2 березня 1899, Одеса, Херсонська губернія, Російська імперія) — громадський діяч і публіцист Російської імперії.

## Життєпис
Микола Христофорович Палаузов народився в болгарському місті Габрово, що на той час входило до складу Османської імперії. 
1842 року Микола Палаузов закінчив Рішельєвський ліцей. Працював цензором одеської цензури та в одеській митниці. Під час Кримської війни служив посередником між росіянами та болгарами при головній квартирі військ князя Олександра Горчакова. Це сталося після того як у січні 1854 року Микола Христофорович він надав російському військовому командуванню працю «Записки о Болгарии», в якій стверджував, що тисячі болгарських патріотів готові підтримати російську імператорську армію в військових діях на території Болгарії. У перших числах лютого було створено «Одеське болгарське настоятельство», керівники якого запропонували план повстання болгар в Османській імперії. 
4 квітня 1854 року Палаузов склав записку про «Организации болгарских волонтеров», яка згодом була прийнята до розгляду. Влітку 1854 року близько 900 родин (6617 осіб) із 29 сіл Силістринської області перейшли в Бессарабію. Разом з двоюрідним братом С. Палаузовим, як помічники дійсного статського радника О. Озерова, мали допомогти мігрантам в облаштуванні на новому місці. Відомі його доповідні записоки до державних діячів Російської імперії про різні потреби болгарського народу. 
Вів листування з різними видатними особами по болгарським справам, що склали основу епістолярної спадщини: з архієпископом Інокентієм Херсонським (2 листа були опубліковані в «Славянских Известиях», СПб., 1884, № 9), князем В. Черкаським («Русская Старина», 1892, № 3). Йому також належить стаття «Из прошлого Одессы» («Сборник» Л. Дерибасова, Одесса, 1894). 
Помер у 1899 році.
Був похований на Першому Християнському цвинтарі Одеси. 1937 року комуністичною владою цвинтар було зруйновано. На його місці був відкритий «Парк Ілліча» з розважальними атракціонами, а частина була передана місцевому зоопарку. Нині достеменно відомо лише про деякі перепоховання зі Старого цвинтаря, а дані про перепоховання Палаузова відсутні.

## Наукові праці
- Памяти М. А. Борисова, брата Иннокентия архиепископа Херсонского и Таврического. — Одесса, 1899.

## Сім'я
- В. Палаузов (нар. 1851 – пом. 1920) — син Миколи Палаузова. Професор карного права  Імператорського Новоросійського університету.